# Persone di nome Willie
| Questa pagina contiene informazioni ricavate automaticamente dalle voci biografiche con l'ausilio del template Bio e di un bot. L'aggiornamento è periodico e automatico e ricostruisce completamente la pagina. Se manca una persona in questa lista, sei pregato di non aggiungerla, ma accertati piuttosto che la sua voce biografica contenga il template Bio e che i dati anagrafici siano correttamente compilati. Se il template Bio manca, inseriscilo tu stesso o, in alternativa, metti l'avviso {{tmp\|Bio}} che ne segnala la mancanza. Se i dati riportati sono sbagliati, correggi direttamente la voce biografica; le modifiche saranno visibili in questa lista entro pochi giorni. Per chiarimenti vedi il progetto antroponimi. La lista contiene solo le 97 persone che sono citate nell'enciclopedia e per le quali è stato implementato correttamente il template Bio. Pagina aggiornata al 6 mag 2025. |

Questa è una lista di persone presenti nell'enciclopedia che hanno il nome Willie, suddivise per attività principale.

## Allenatori di calcio(5)
- Willie Brown, allenatore di calcio e calciatore scozzese (Larkhall, n. 1922 - Ronaldsay, † 1978)
- Willie Cunningham, allenatore di calcio e calciatore nordirlandese (Mallusk, n. 1930 - † 2007)
- Willie Irvine, allenatore di calcio e ex calciatore scozzese (Stirling, n. 1963)
- Willie McCartney, allenatore di calcio e calciatore scozzese (n. 1888 - Coatbridge, † 1948)
- Willie Telfer, allenatore di calcio e calciatore scozzese (Larkhall, n. 1925 - † 1995)

## Allenatori di hockey su ghiaccio(1)
- Willie Desjardins, allenatore di hockey su ghiaccio e ex hockeista su ghiaccio canadese (Climax, n. 1957)

## Attori(5)
- Willie Aames, attore, regista e produttore televisivo statunitense (Los Angeles, n. 1960)
- Willie C. Carpenter, attore statunitense
- Willie Edouin, attore, cantante e regista teatrale inglese (Brighton, n. 1846 - Londra, † 1908)
- Willie Garson, attore statunitense (Highland Park, n. 1964 - Los Angeles, † 2021)
- Dorian Harewood, attore e doppiatore statunitense (Dayton, n. 1950)

## Bassisti(1)
- Willie Weeks, bassista statunitense (Salemburg, n. 1947)

## Batteristi(1)
- Willie Hall, batterista statunitense (Memphis, n. 1950)

## Calciatori(18)
- Willie Bauld, calciatore scozzese (Edimburgo, n. 1928 - † 1977)
- Willie Callaghan, ex calciatore scozzese (Cowdenbeath, n. 1943)
- Willie Clemons, calciatore bermudiano (Paget Island, n. 1994)
- Willie Davie, calciatore scozzese (Paisley, n. 1925 - † 1996)
- Willie Evans, calciatore gallese (Waunllwyd, n. 1912 - † 1976)
- Willie Evans, calciatore ghanese (n. 1939 - † 2014)
- Willie Fa'ataualofa, calciatore samoano americano (n. 1983)
- Willie Kelly, calciatore scozzese (Hill of Beath, n. 1922 - Blackburn, † 1996)
- Willie August Marango, ex calciatore vanuatuano (n. 1982)
- Willie McStay, calciatore scozzese (Netherburn, n. 1892 - † 1960)
- Willie Naughton, ex calciatore scozzese (Catrine, n. 1962)
- Willie O'Neill, calciatore scozzese (Glasgow, n. 1940 - † 2011)
- Willie Overtoom, ex calciatore camerunese (Bertoua, n. 1986)
- Willie Sims, calciatore guatemalteco (Città del Guatemala, n. 1984)
- Willie Vassallo, calciatore maltese (Gżira, n. 1949 - Melbourne, † 2025)
- Willie Watson, calciatore, allenatore di calcio e crickettista inglese (Bolton on Dearne, n. 1920 - Johannesburg, † 2004)
- Willie Watt, ex calciatore scozzese (Aberdeen, n. 1946)
- Willie Hortencio Barbosa, calciatore brasiliano (Caravelas, n. 1993)

## Cantanti(5)
- Willie Brown, cantante e chitarrista statunitense (Clarksdale, n. 1900 - Tunica, † 1952)
- Willie Bryant, cantante e disc jockey statunitense (Chicago, n. 1908 - Los Angeles, † 1964)
- Willie Hutch, cantante, chitarrista e compositore statunitense (Los Angeles, n. 1944 - † 2005)
- Willie "Big Eyes" Smith, cantante statunitense (Helena, n. 1936 - Chicago, † 2011)
- Willie Taylor, cantante statunitense (Harvey, n. 1981)

## Cantautori(1)
- Willie Nelson, cantautore, chitarrista e attore statunitense (Abbott, n. 1933)

## Cantautrici(1)
- Big Mama Thornton, cantautrice statunitense (Montgomery, n. 1926 - Los Angeles, † 1984)

## Cestisti(28)
- Willie Allen, ex cestista statunitense (Rockville, n. 1949)
- Willie Anderson, ex cestista statunitense (Greenville, n. 1967)
- Willie Atwood, cestista statunitense (Memphis, n. 1994)
- Willie Burton, ex cestista statunitense (Detroit, n. 1968)
- Willie Cauley-Stein, cestista statunitense (Spearville, n. 1993)
- Willie Davis, ex cestista statunitense (Fairfield, n. 1945)
- Willie Deane, ex cestista statunitense (New York, n. 1980)
- Otis Howard, ex cestista statunitense (Oak Ridge, n. 1956)
- Willie Iverson, cestista statunitense (Detroit, n. 1945 - † 2012)
- Willie Jenkins, ex cestista statunitense (Flint, n. 1981)
- Hutch Jones, ex cestista statunitense (Buffalo, n. 1959)
- Willie Kemp, ex cestista statunitense (Bolivar, n. 1987)
- Willie Long, ex cestista statunitense (Fort Wayne, n. 1950)
- Willie McCarter, cestista e allenatore di pallacanestro statunitense (Gary, n. 1946 - Jackson, † 2023)
- Willie Murrell, cestista statunitense (Taft, n. 1941 - Denver, † 2018)
- Willie Norwood, ex cestista statunitense (Carrollton, n. 1947)
- Willie Redden, cestista statunitense (Fort Pierce, n. 1960)
- Willie Reed, cestista statunitense (Kansas City, n. 1990)
- Willie Rogers, ex cestista statunitense (Nacogdoches, n. 1945)
- Willie Scott, ex cestista statunitense (Gadsden, n. 1947)
- Willie Simmons, ex cestista statunitense (New Orleans, n. 1962)
- Willie Taylor, cestista statunitense (Nashville, n. 1980 - † 2022)
- Al Thornton, cestista statunitense (Perry, n. 1983)
- Willie Warren, cestista statunitense (Dallas, n. 1989)
- Willie White, ex cestista statunitense (Memphis, n. 1962)
- Willie Williams, ex cestista statunitense (Miami, n. 1946)
- Willie Wise, ex cestista statunitense (San Francisco, n. 1947)
- Willie Worsley, ex cestista statunitense (Bronx, n. 1945)

## Chitarristi(1)
- Willie Johnson, chitarrista statunitense (Senatobia, n. 1923 - Chicago, † 1995)

## Ciclisti su strada(1)
- Willie Smit, ciclista su strada sudafricano (Lydenburg, n. 1992)

## Criminali(1)
- Willie Francis, criminale statunitense (St. Martinville, n. 1929 - St. Martinville, † 1947)

## Drammaturghi(1)
- Willie Gilbert, commediografo e sceneggiatore statunitense (Cleveland, n. 1916 - New York, † 1980)

## Giocatori di baseball(2)
- Willie Mays, giocatore di baseball statunitense (Westfield, n. 1931 - Palo Alto, † 2024)
- Willie McCovey, giocatore di baseball statunitense (Mobile, n. 1938 - Stanford, † 2018)

## Giocatori di football americano(14)
- Flipper Anderson, ex giocatore di football americano statunitense (Paulsboro, n. 1965)
- Willie Anderson, ex giocatore di football americano statunitense (Mobile, n. 1975)
- Willie Buchanon, ex giocatore di football americano statunitense (Oceanside, n. 1950)
- Willie Colon, giocatore di football americano statunitense (New York, n. 1983)
- Willie Davis, giocatore di football americano statunitense (Lisbon, n. 1934 - Santa Monica, † 2020)
- Willie Galimore, giocatore di football americano statunitense (St. Augustine, n. 1935 - Rensselaer, † 1964)
- Willie Gay, giocatore di football americano statunitense (Starkville, n. 1998)
- Willie Lanier, ex giocatore di football americano statunitense (Clover, n. 1945)
- Will Lewis, ex giocatore di football americano, allenatore di football americano e dirigente sportivo statunitense (Quakertown, n. 1958)
- Willie Middlebrooks, ex giocatore di football americano statunitense (Miami, n. 1979)
- Billy Milner, ex giocatore di football americano statunitense (Atlanta, n. 1972)
- Jake Reed, ex giocatore di football americano statunitense (Covington, n. 1967)
- Willie Scott, giocatore di football americano statunitense (Newberry, n. 1959 - † 2021)
- Willie Smith, giocatore di football americano statunitense (Smithfield, n. 1986)

## Giornalisti(1)
- Willie Morris, giornalista e sceneggiatore statunitense (Jackson, n. 1934 - New York, † 1999)

## Ingegneri(1)
- Willie Soon, ingegnere e astrofisico malaysiano (Kangar, n. 1965)

## Musicisti(1)
- Willie Alexander, musicista statunitense (Filadelfia, n. 1943)

## Ostacolisti(1)
- Willie Gault, ex ostacolista, velocista e giocatore di football americano statunitense (Griffin, n. 1960)

## Politici(2)
- Willie Brown, politico statunitense (Mineola, n. 1934)
- Bill Hefner, politico statunitense (Elora, n. 1930 - Huntsville, † 2009)

## Pugili(1)
- Willie Toweel, pugile sudafricano (Benoni, n. 1934 - † 2017)

## Rapper(1)
- Fetty Wap, rapper e cantante statunitense (Paterson, n. 1991)

## Scrittrici(1)
- Willie Christine King, scrittrice, insegnante e attivista statunitense (Atlanta, n. 1927 - Atlanta, † 2023)

## Scultori(1)
- Willie Bester, scultore sudafricano (Montagu, n. 1956)

## Soprani(1)
- Grace Moore, soprano e attrice statunitense (Slabtown, n. 1898 - Copenaghen, † 1947)